# Zdymadlo Hořín
Zdymadlo Hořín je součást laterálního plavebního kanálu Mělník – Vraňany, ve směru toku Vltavy následuje po zdymadlu Miřejovice, překonává výšku vzdutí Vraňanského jezu. Překonávaný spád je 8,5 m; zdymadlo tak tvoří nejvyšší plavební stupeň v úseku Praha - Mělník. Dílo projektoval František Sander. Zdymadlo je technická památka.
Do provozu bylo uvedeno v roce 1905. Sestává ze dvou plavebních komor umístěných vedle sebe. Rozměry komor činí 137 × 20 metrů a 73 × 11 metrů. Plnění i vyprazdňování komor vodou probíhá pomocí obtokových kanálů podél celé jejich délky. Část původního technického vybavení zdymadla je vystavena vedle plavebních komor. V současnosti jsou ovládací mechanismy hydraulické a počítačově řízené. V roce 1996 byla uvedena do provozu malá vodní elektrárna s Francisovou turbínou o výkonu 30 kW. Původní Francisovu turbínu z počátku 20. století lze zhlédnout v expozici vodních motorů Technického muzea v Brně.
V červnu 2019 byly zahájeny stavební úpravy plavební komory, při kterých byl do kamenného portálu přidán zdvihací mechanismus, který umožní proplout vyšším lodím až do 7m výšky. Po dobu rekonstrukce byl most vedoucí po zdymadle úplně uzavřen a byl zaveden přívoz od nedalekého ústí kanálu do Labe na pravý břeh Labe. Stavební práce byly dokončeny k září 2021 a 18. 9. 2021 proběhla funkční zkouška.

## Galerie

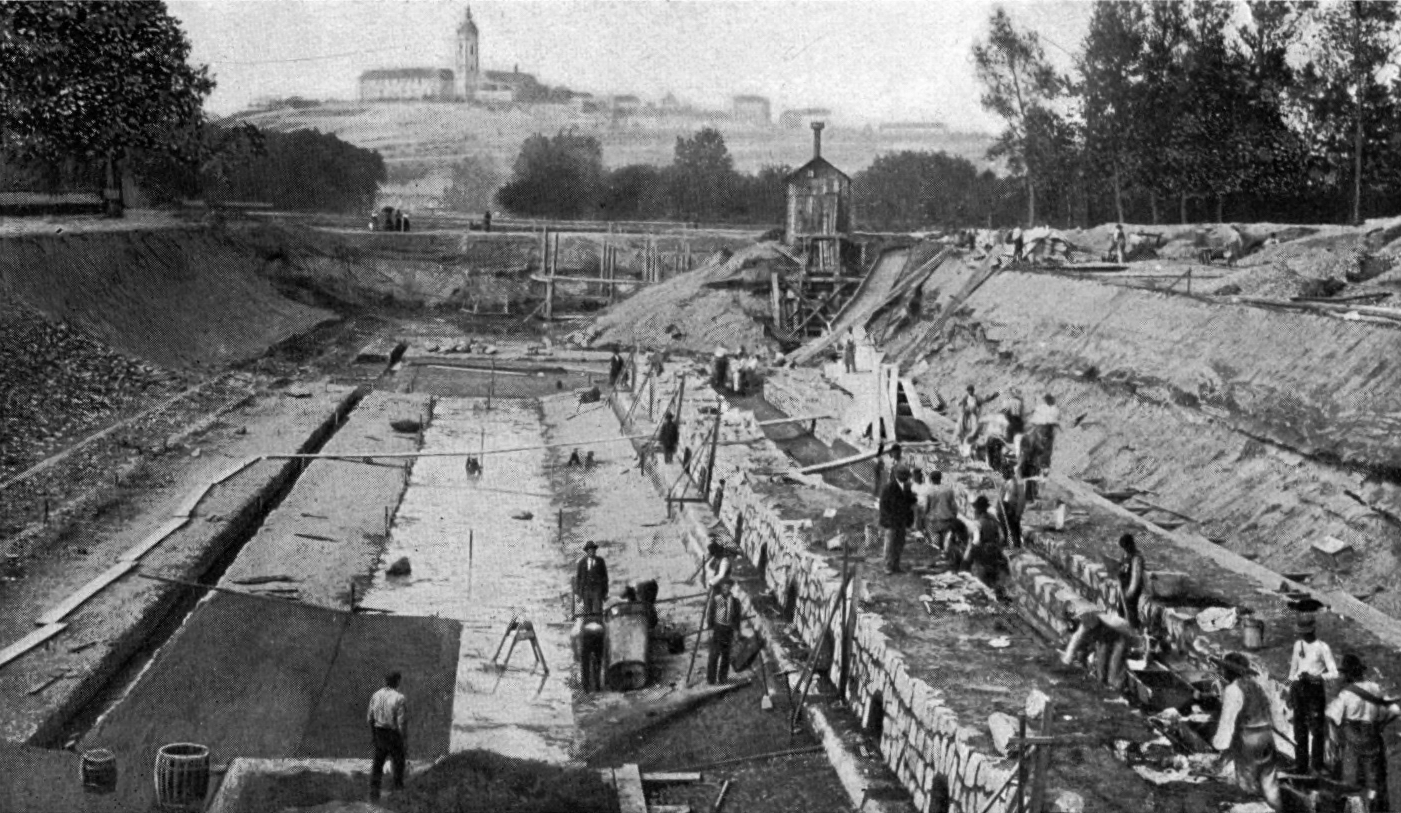
Rozestavěné zdymadlo v září 1902
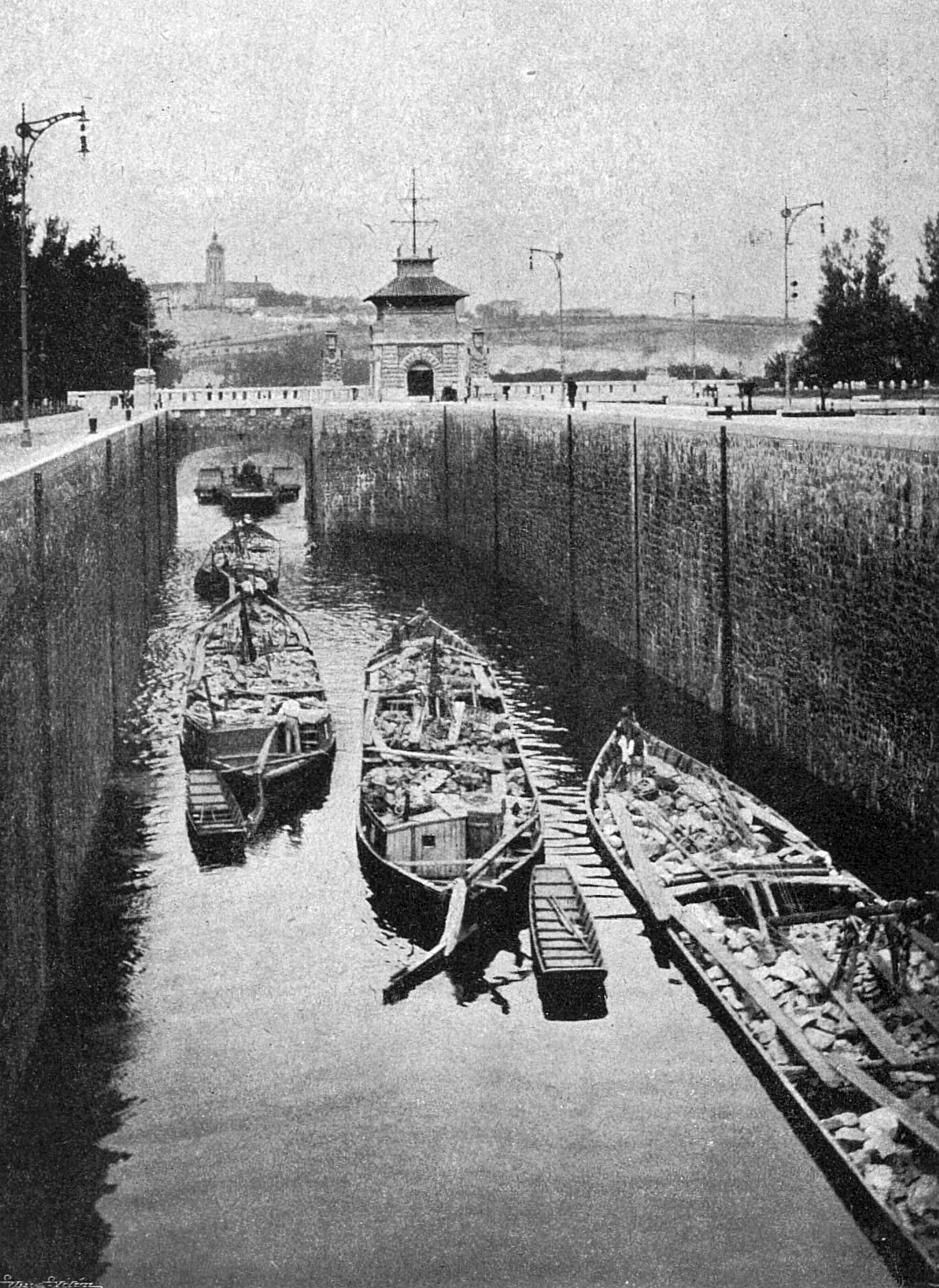
Lodě na zdymadle v roce 1911
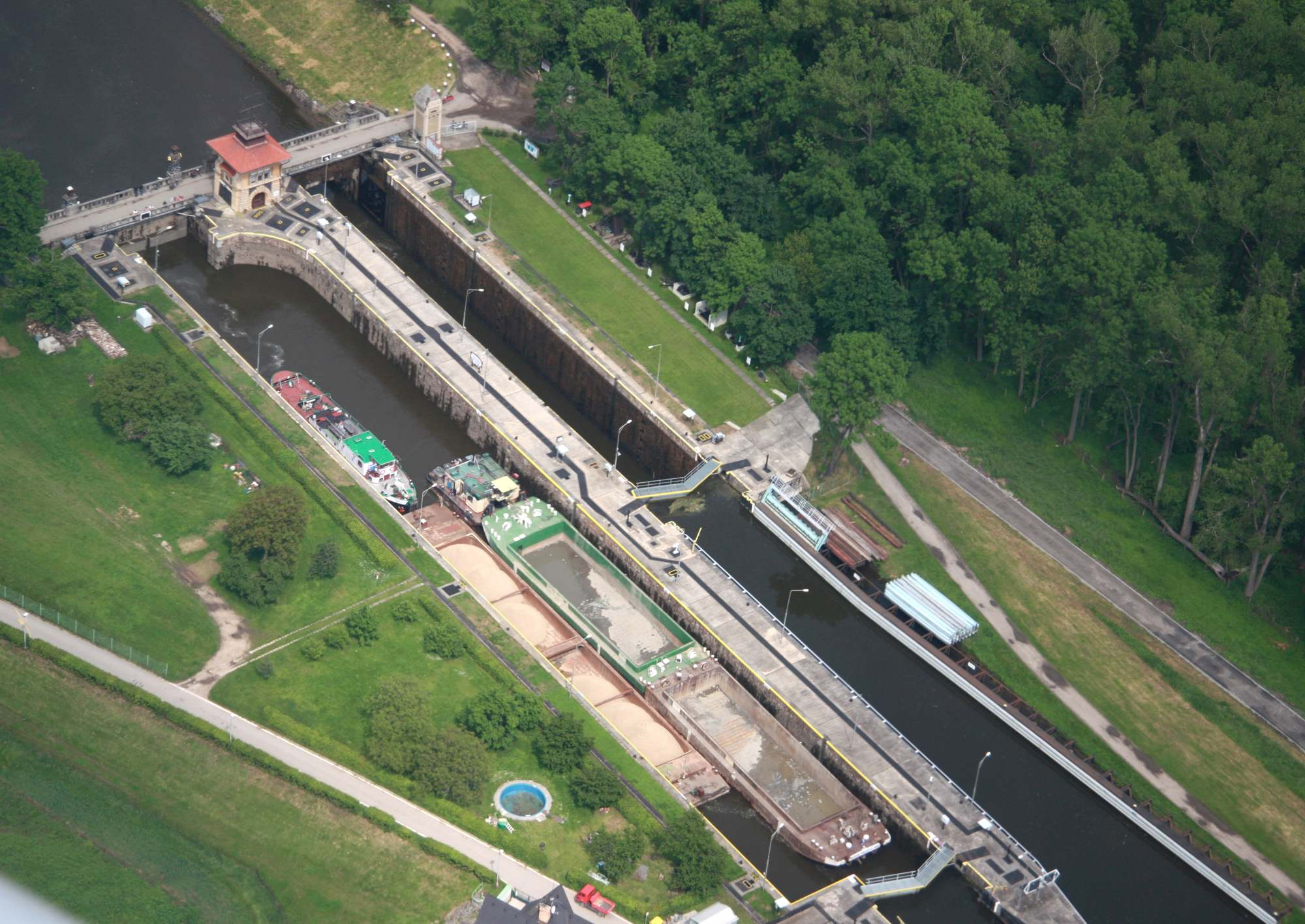
Letecký pohled (2010)
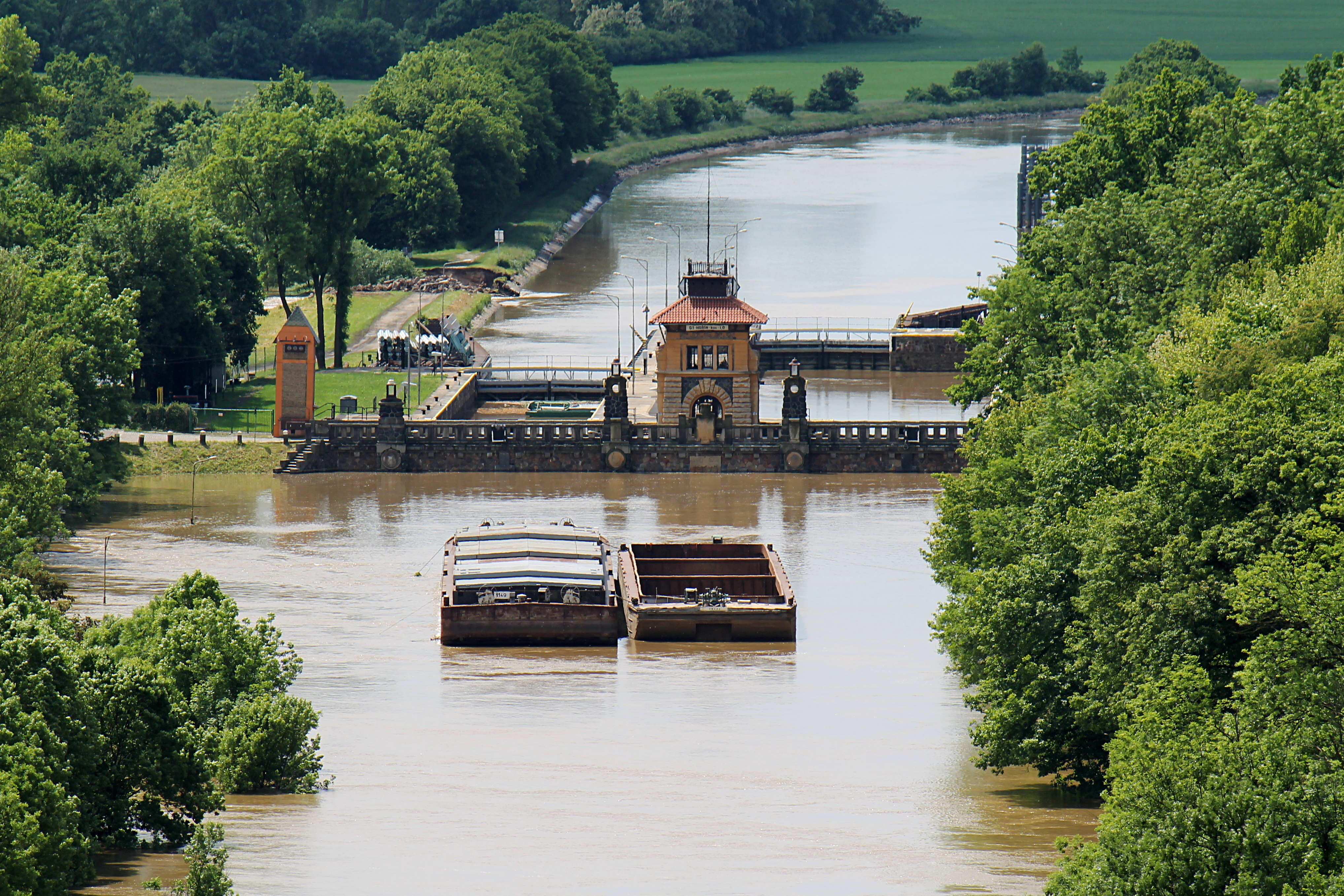
Zdymadlo během povodně v roce 2013
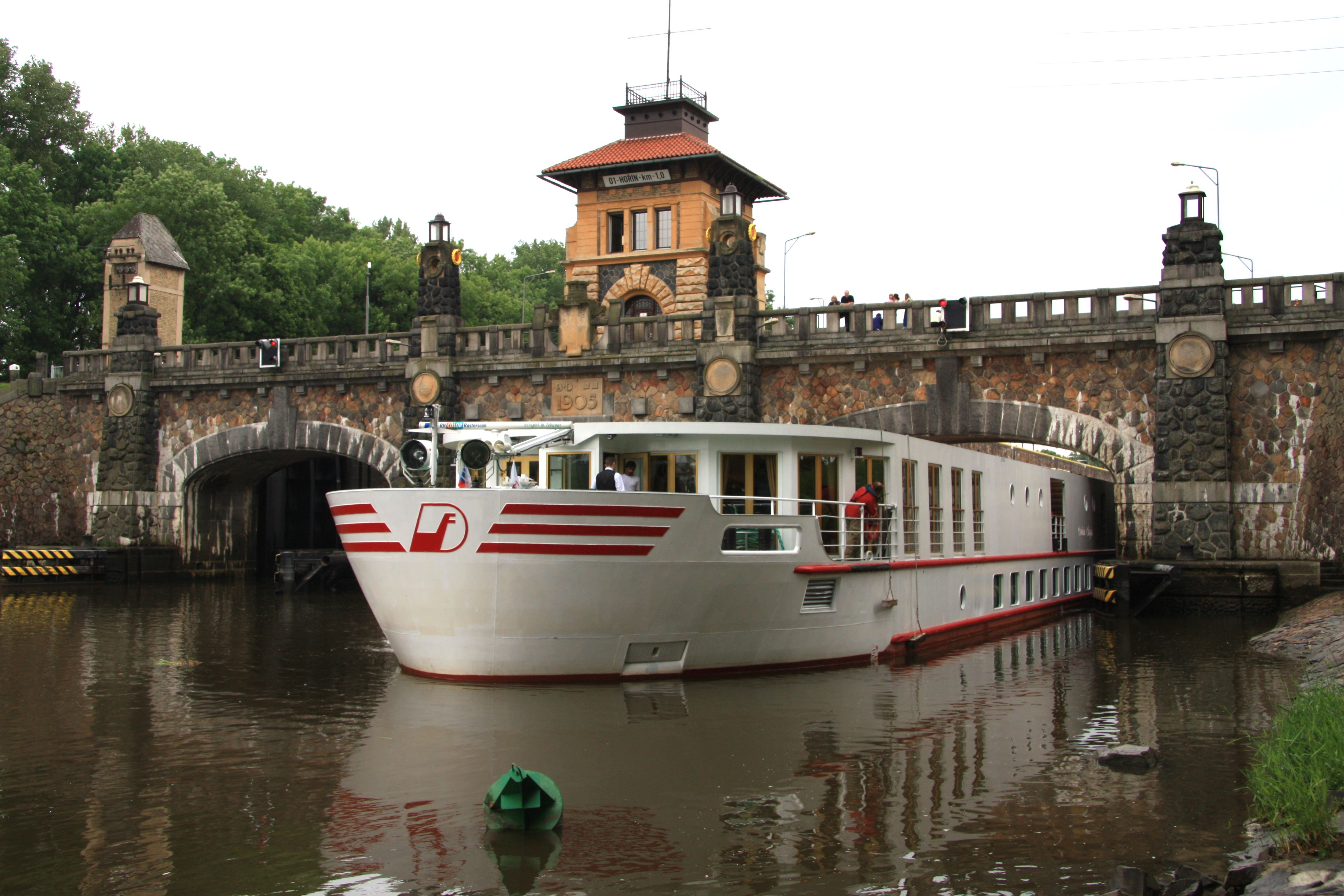
Velká osobní loď opouští komoru (2009)
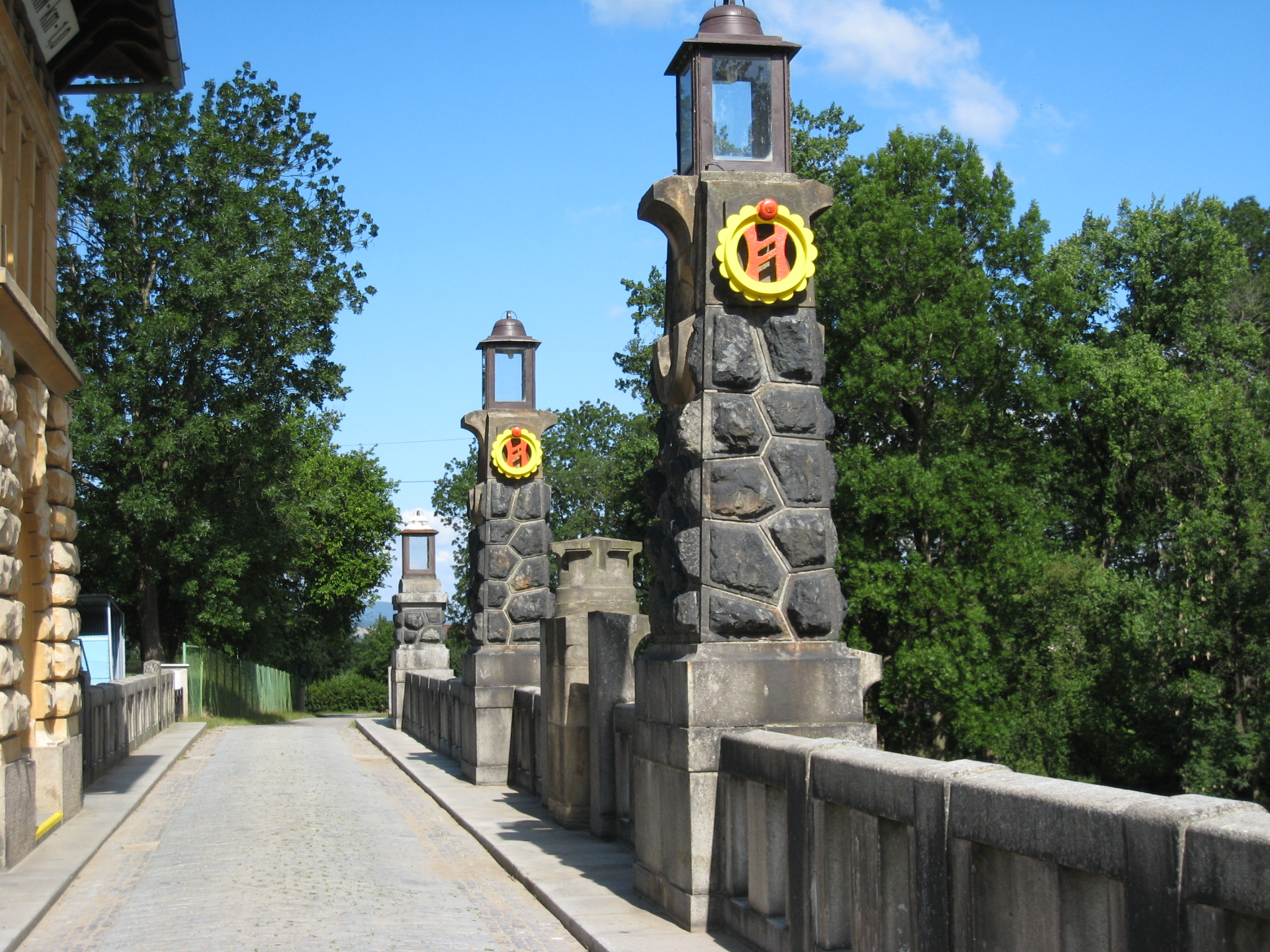
Most vedoucí po zdymadle (2007)